# Отац
Отац је особа мушког пола која је један од родитеља детету.
Али код људи, после рођења детета, дете је врло дуго беспомоћно и упућено пре свега на мајку која га доји али касније да би проходало треба око годину дана. Биологија се побринула да младунче човека дуго остане младунче да би период учења трајао што дуже.
Човек зрелост постиже око две деценије по рођењу (неко раније, неко касније) и присутност и улога оца у одгајању и васпитању детета је веома битна и пожељна. Отац је особа која обично економски издржава породицу (ово се све више мења у правцу равноправности полова) а такође је особа, која је задужена за физичку заштиту породице.

## Очинство
Очинство је пожељан образац понашања оца у једном друштву или једној култури. Реч је о „правима, обавезама, одговорностима и статусима који се приписују очевима, као и о дискурзивном пољу које одређује добре и лоше очеве. “ Са друге стране праксе очинства (fathering) односе се на конкретне манифестације ове улоге, односно на оно што очеви заправо чине. У енглеском језику дистинкција између ова два појма слична је разлици између појмова „бити“ и „чинити“.
Улазак у улогу оца за неког је резултат планирања, жеље, а за неког производ случајности. Због чега су мушкарци остварили ову улогу, каква очекивања имају од себе и како себе виде – битни су елементи очевог идентитета. Поред слике о себи, очинство се материјализује и кроз различите праксе, односно кроз степен и квалитет укључености у живот детета. Ове праксе могу бити директне и индиректне, односно могу подразумевати непосредну интеракцију са дететом – кроз негу, бригу, учење – или бити посредне – кроз планирање за дете, материјално обезбеђење и др.
Очинство још увек функционише у значајној мери на традиционалан начин али са све мање ефикасности. Традиционални образац улоге оца постоји још само на понашајном плану. Већ на идеолошком плану дошло је до промена јер већина младих усваја нови образац очеве „блискости“ са дететом.

## Очинство у Србији
На основу доступних историјских извора, у Србији је могуће током историје идентификовати три модела очинства:
1. традиционално очинство
2. отац као хранилац
3. ново очинство[4]

### Традиционално очинство
Први модел је доминирао од средњег века све до прве половине двадесетог века, док се у руралним областима задржао и дуже.
1. Основна улога оца у традиционалном друштву била је да пред друштвеном заједницом потврди своје биолошко и социјално очинство и тиме легитимира потомке. Ово је пак подразумевало да отац репрезентује друштво пред потомцима, односно обезбеђује потомцима заузимање и делање одговарајућег друштвеног положаја.[3]
2. Основна улога оца у модерној породици јесте да је он незаменљиви хранилац породице.[3]
3. Да би извршавао обе претходне улоге, отац није морао бити непосредно присутан члан у породици током највећег дела њених дневних активности, а могао је бити на дуже време физички одсутан. Отуда је патријархални образац подразумевао „одсутног оца“ што је значило да очинство не захтева изразитији афективни однос према деци.[3]
4. Ауторитет оца у породици је беспоговоран. За његово извршавање стара се мајка, која је одговорна за извршавање наредби и послушност деце. Тек у крајњој нужди позива се отац да изврши одређену санкцију, јер свако такво позивање угрожава углед и способност саме мајке да врши васпитну улогу. Отац има улогу крајњег арбитра, који се меша када више није могуће решити спор на било који други начин.[3]

### Отац хранилац
Од половине деветнаестог века почиње да се развија други модел – отац хранилац. У овом случају долази до раздвајања радних активности од домаћинства и до позиционирања мушкарца све интензивније у јавној сфери (фабрикама, јавној управи и сл.), њихова примарна породична улога постаје хранитељска. Брига и нега деце и даље остају дужност мајке, с тим што са развојем грађанске породице почиње да се развија осећај интимности породичног дома и нови облик емоционалне размене и осећајности како између супружника тако и између родитеља и деце.
Током друге половине двадесетог века, и с убрзаном модернизацијом коју је усмеравао социјализам, све више жена улази на тржиште рада, те оба супружника зарађују. Иако је друштвенополитички циљ да све жене раде са пуним радним временом уздрмао темеље традиционалног родног поретка, он га није срушио. Мушкарци су и даље зарађивали више од жена, радили дуже и на престижнијим пословима, док су жене, чак и када су радиле, биле оптерећене већином домаћих послова. Мушкарци и даље свој идентитет формирају кроз дискурс породичног човека који је способан да издржава своју породицу. Овај модел доминира и данас, међутим полако се појављује и трећи модел новог очинства.

### Ново очинство
Поред идентитета храниоца, за очеве се појављују и други идентитети попут „укљученог оца“, „брижног оца“ и слично. Појам укључени отац обухвата вредности и праксе новог очинства. Термин подразумева висок ниво укључености оца у све аспекте живота деце, родну сензибилисаност, истакнуто место родитељског идентитета у структури личности мушкарца. Степен укључености оца у обавезе око деце и у кућне обавезе, односно равномернији и равноправнији облик поделе свих домаћих и родитељских обавеза са супругом/партнерком, зависи у значајној мери од задовољства браком/партнерством. Мада у различитим популацијама и различитим инструментима испитивана, ова веза је јасна и упућује на податак да задовољство међусобним односом партнере додатно учвршћује и упућује једно на друго, између осталог и у виду спремности да поделе обавезе или да заједно у њима учествују. Такође, количина проведеног времена и квалитет односа између родитеља и детета у значајној су вези са задовољством у браку код оца него код мајке. То значи да однос оца са дететом више зависи од степена несугласица које има са супругом, него што однос мајке и детета зависи од квалитета њеног односа са супругом.
Дакле, ново очинство има следеће карактеристике: 1) да буде много присутнији у животу детета него раније; 2) да укључи много више отворених емоција нежности, пријатељства и привржености према детету; 3) да негује другарски однос са децом кроз игру, забаву и слободно време.